# Shinden-zukuri

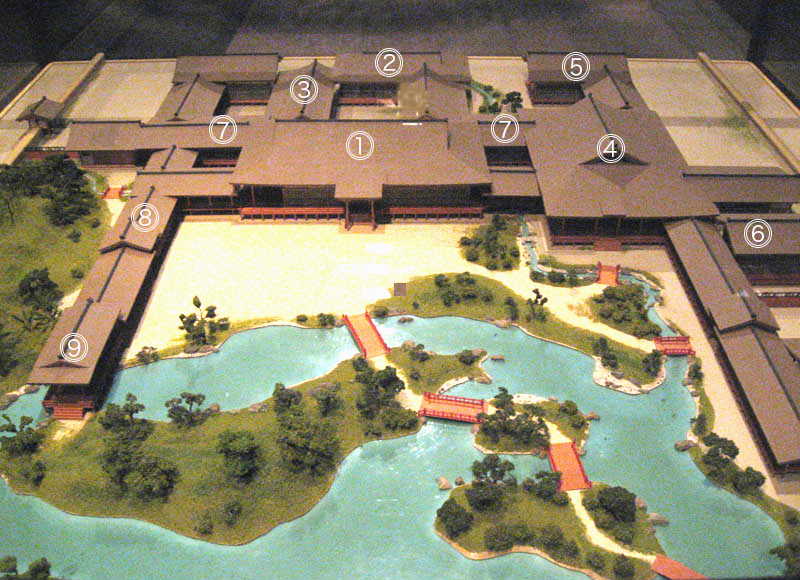
Modelo del Higashi Sanjō-dono (ja), un típico complejo arquitectónico shinden-zukuri (ya no existe).
----
1. Shinden (寝殿), 2. Kita-no-tai (北対), 3. Hosodono (細殿), 4. Higashi-no-tai 東対, 5. Higashi-kita-no-tai (東北対) 6. Samurai-dokoro (侍所), 7. Watadono (渡殿), 8. Chūmon-rō (中門廊), 9. Tsuridono (釣殿)

Shinden-zukuri (寝殿 造) se refiere al estilo de arquitectura doméstica - nobiliaria que se desarrolló  en torno a las  mansiones palaciegas o aristocráticas construidas en la capital imperial de  Heian-kyō (平安 京, hoy Kioto) en el período Heian (794-1185), sobre todo en el siglo X en Japón.
Shinden-zukuri dio lugar a lo estilos shoin-zukuri y sukiya-zukuri (estilo arquitectónico de las casas de té). Durante el período Kamakura, se convirtió en buke-zukuri (武家造 arquitectura doméstica de la nobleza guerrera).
Aunque los dos caracteres que comprenden el término shinden (寝殿) pueden ser actualmente traducidos como "pabellón dormitorio", en el siglo XVIII, cuando el término fue adoptado desde China, su significado podría haberse acercado al uso original Tang de "casa o edificio de la aristocracia o gobierno".

## Origen
En un principio los nobles no establecían su propia residencia, sino que en su lugar, visitaban a su esposa principal y secundarias en el su propio hogar o el de sus padres. Sin embargo, en el caso de obtener la posición de cabeza de familia o líder de un clan, él construiría su propio palacio e instalaría a sus esposas en diferentes apartamentos dentro de la residencia.   
Para acomodarlas, el shinden de un noble consistía en una serie de halls y edificios más pequeños conectados por corredores cubiertos. Los aposentos del señor se encontraban al sur de los demás. Directamente detrás, dirección norte, estaba el hall dado a la esposa principal  o kita no kata (la persona del norte).   
Detrás de estos se encontraba la cocina,  los cuartos de los sirvientes y los almacenes. Las demás esposas eran alojadas en halls separados al este y oeste del centro de la mansión en un eje norte/sur. Frente cada uno de los halls de las esposas había un pequeño patio ajardinado mientras que al sur de los aposentos del señor había una magnífica enfocada en un lago artificial.

## Estructura
La principal característica del shinden-zukuri es la  especial simetría del conjunto de edificios así como el espacio entre ellos sin explotar.
Una mansión se establecía por lo general en un chō (町 109.1 m?) Cuadrado. El edificio principal, el shinden (寝殿 Lugar para dormir?), se situaba en el centro, en orientación norte-sur, dando el lado sur a un patio abierto. Dos edificios subsidiarios, el tai-no-ya (對屋・対屋 habitaciones opuestas?), se situaban a la derecha y a la izquierda del shinden, ambos en un eje este - oeste . El tai-no-ya y el shinden están conectados por dos corredores llamados respectivamente sukiwatadono (透渡殿) y watadono (渡殿). Un chūmon-rō (中門廊, portón del corredor central) en el punto medio de los dos corredores conduce a un patio, al sur, donde se celebraban muchas ceremonias. Desde el watadono, pasillos se extienden hacia el sur, finalizando en el tsuridono (釣殿 pabellón de pesca), pequeño pabellón que  forma una U alrededor del patio. Los aristócratas más ricos construían más edificios detrás del shinden y tai-no-ya.
La nave central o núcleo del shinden (moya) está rodeada por un corredor techado de un ken de ancho llamado Hisashi. El moya es un gran espacio, que es posible dividir  gracias a unas pantallas portátiles. Los huéspedes y residentes de la casa se sientan sobre esteras. A partir del florecimiento del estilo shinden-zukuri durante el período Heian, las casas tienden a ser amuebladas y decoradas con el arte característico de la época.
En frente a la moya al otro lado del patio hay un jardín con un estanque. El agua corre desde un arroyo (yarimizu 遣水) hasta un  gran estanque, al sur del patio. El estanque posee islotes y puentes que se combinan con las formas de las montañas, los árboles y rocas. El conjunto estaba destinado a crear la sensación de estar en la Tierra Pura, el paraíso del Buda Amida.
Los oficiales y guardias vivían cerca de las puertas del este.

## Otros estilos influenciados

### Buke-zukuri
El buke-zukuri era el estilo de las casas construidas para familias militares. Era similar en estructura al shinden-zukuri ordinario, con algunos cambios en las habitaciones para acomodar las diferencias entre las familias de la aristocracia y las familias militares. Durante el tiempo en que las familias militares se levantaron en el poder sobre los aristócratas, las zonas principales de las viviendas cambiaron. Cada señor tuvo que construir un espacio extra para mantener a sus soldados a su alrededor en todo momento, con las armas a su alcance en caso de un ataque repentino. Para ayudar a protegerse contra estos ataques, una yagura o torre fue construida, habiendo antorchas esparcidas por los jardines para que pudieran ser iluminados lo más rápido posible.
Con el imcremento de personas viviendo bajo el mismo techo, se construyeron habitaciones adicionales llamadas hiro-bisashi ("habitación amplia bajo la cornisa") agrupadas en torno a la shinden. El zensho (膳所 cocina) se hizo más grande para dar cabida al número de personas necesarias para cocinar suficiente comida para los soldados y miembros de la familia.
A diferencia del shinden-zukuri, las casas buke-zukuri eran simples y prácticas, manteniéndose lejos de la absorción  en el arte y la belleza que condujo a la caída de la corte Heian. Las habitaciones características de una casa buke-zukuri son los siguientes:
- Dei (出居, recepción)
- Saikusho (細工所, armería)
- Tsubone (局, un espacio compartido en la mansión)
- Kuruma-yadori (車宿,  refugio para los vehículos y las vacas)
- Jibutsu-dō (持佛堂, una habitación en la que se guardaban las tablillas de los ancestros y otros símbolos de culto budista)
- Gakumon-jō (espacio o cuarto para el estudio)
- Daidokoro (cocina)
- Takibi-no-ma (焚火間, espacio para el fuego)
- Baba-den (馬場殿, cuarto para el entrenamiento de los caballos)
- Umaya (厩, establo)

El estilo buke-zukuri cambió entre los períodos Kamakura y Muromachi, y en ocasiones las habitaciones en las casas de estilo buke-zukuri disminuyeron a medida que los daimyos comenzaron a utilizar castillos.

### Shoin-zukuri
Shoin-zukuri (書院造?) es un estilo de arquitectura residencial japonés usado en las mansiones militares, salas de recepción de invitados en los templos, y los dormitorios de los abades Zen del período Azuchi-Momoyama (1568-1600) y el período Edo (1600-1868). Constituye la base del estilo tradicional de casa japonesa de hoy. 
Las características del desarrollo del estilo shoin-zukuri fueron la incorporación de postes cuadrados y pisos completamente cubiertos con tatami. El estilo toma su nombre del shoin, un término que originalmente identificaba un estudio y lugar para tratar sobre el sūtra dentro de un templo, pero que más tarde llegó a significar solo un salón de dibujo o estudio.
Véase Shoin-zukuri

## Ejemplos
No hay ejemplos originales de casas de estilo Shinden-zukuri, sin embargo, algunas estructuras actuales siguen los mismos estilos y diseños:
- Byōdō-in
- Palacio Imperial de Kioto
- Primer piso del Pabellón Dorado (金閣 Kinkaku)